# Stade Atatürk de Nicosie
Pour les articles homonymes, voir Atatürk (homonymie).
Stade Atatürk de Nicosie (en turc : Lefkoşa Atatürk Stadı, et en grec moderne : Στάδιο Ατατούρκ Λευκωσίας) est un stade multifonction situé à Nicosie, dans la partie nord de Chypre.
D'une capacité de 28 000 places, il est actuellement utilisé pour le football et a accueilli des matchs de la 2006 ELF Cup (tournoi organisé par l'équipe de Chypre du Nord de football). 
C'est le stade des clubs de Çetinkaya Türk SK et de Yenicami Ağdelen SK, tous deux en première division de Chypre du Nord.

## Histoire
En 2011, des travaux de rénovation du stade sont réalisés, la pelouse est refaite et le premier tableau de score électronique est installé